# Cytherura concentricata
Cytherura concentricata är en kräftdjursart som beskrevs av Brady, Crosskey och Robertson 1874. Cytherura concentricata ingår i släktet Cytherura, och familjen Cytheruridae. Arten har ej påträffats i Sverige.